# آچوکلانی
آچوکلانی (به اسپانیایی: Achucallani) یک کوه در پرو است که در منطقه موکگوا واقع شده‌است. آچوکلانی ۵٬۰۰۰ متر بالاتر از سطح دریا واقع شده‌است.